# Agios Georgios Pegeia
Agios Georgios Pegeia (griechisch Άγιος Γεώργιος Πέγεια, türkisch Kavaklı) ist ein Ort in der Gemeinde Pegia auf der Mittelmeerinsel Zypern im Bezirk Paphos der Republik Zypern.

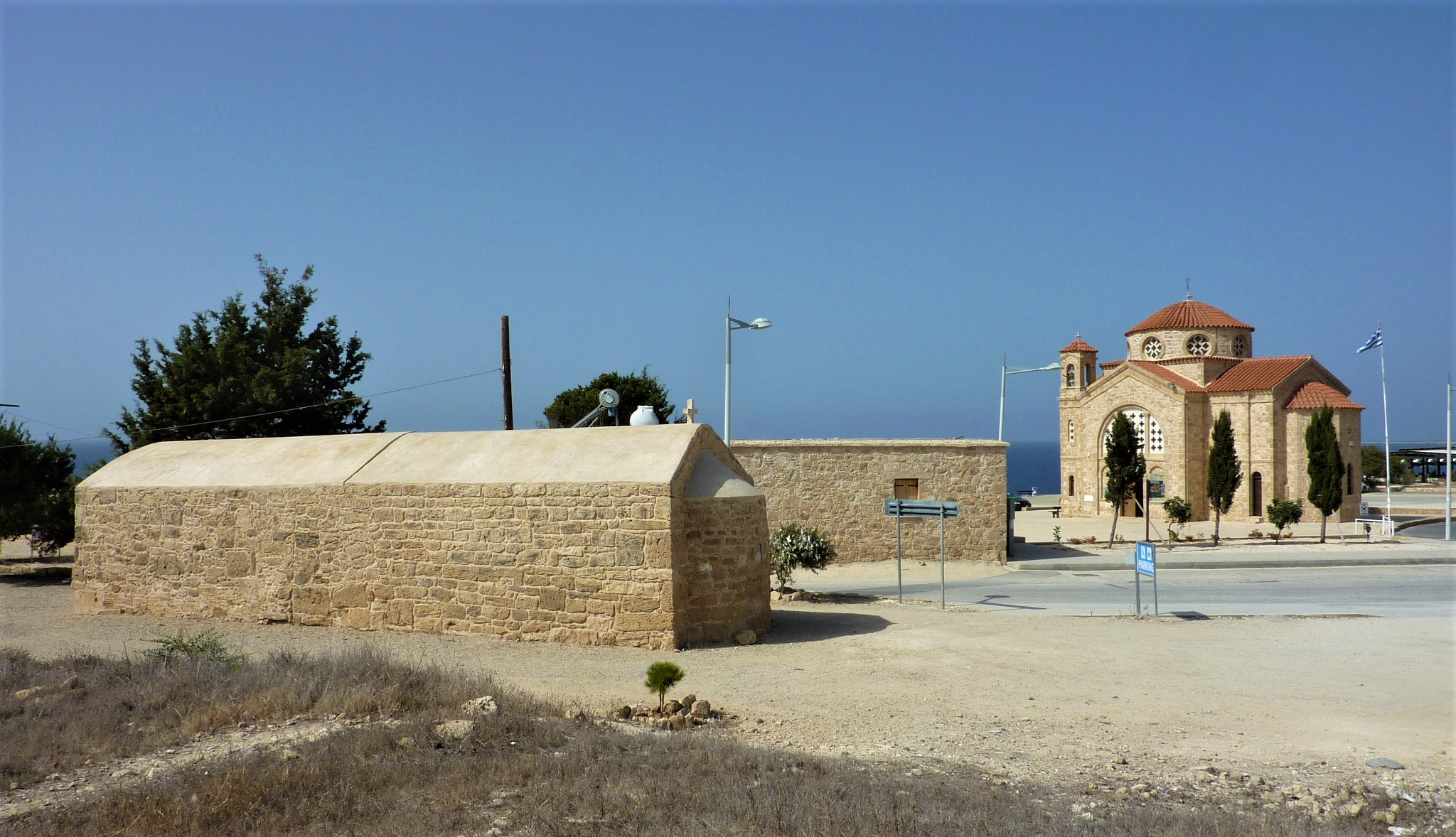
Byzantinische Kapelle und moderne Wallfahrtskirche Agios Georgios in Agios Georgios Pegeia

## Lage
Kavaklı/Agios Georgios Pegeia befindet sich bei Kap Drepanon an der Westküste der Republik Zypern, etwa 18 km nordwestlich der Bezirkshauptstadt Paphos. Westlich vor der Küste liegt die Insel Yeronisos. Etwa 12 km nördlich befindet sich die bereits zur Halbinsel Akamas gehörende Lara Bay, 3 km nordöstlich die Avakasschlucht. Agios Georgios Pegeia ist ein berühmter griechisch-orthodoxer Wallfahrtsort.

## Geschichte
Die Ursprünge von Kavaklı/Agios Georgios Pegeia reichen in frühchristliche Zeiten zurück. Die strategische Lage des Hafens spricht dafür, dass das damalige Drepanum ein wichtiger Zwischenhafen für die Korntransporte von Ägypten nach Konstantinopel war. Seine Blütezeit hatte der Ort in der Zeit des Byzantinischen Kaisers Justinian I. im frühen 6. Jahrhundert. Auf diese Zeit werden auch die zwischen 1952 und 1955 durch Archäologen der Universität Thessaloniki freigelegten drei frühchristlichen Basiliken datiert. Bei weiteren Ausgrabungen Ende der 1990er-Jahre wurde eine ausgedehnte unbefestigte Ansiedlung aus der Zeit Justinians entdeckt, die sich über die Kuppe der Landspitze und über die Hänge hinzog.

## Wallfahrtsort
Der Wallfahrtsort Agios Georgios Pegeia befindet sich zwischen Nekropolis und Basilika. Im Ort befindet sich eine mittelalterliche Kapelle und eine moderne Kirche. Beide Gotteshäuser sind dem Heiligen Georg (Griechisch: Agios Georgios) geweiht.

## Archäologischer Befund
Auf der Kuppe der Landzunge fand sich ein großer Komplex, dessen Mittelpunkt die dreischiffige „Basilika A“ bildet. Im Norden grenzt ein offener Quadriporticus an, im Westen ein Baptisterium. Eine kleinere dreischiffige Basilika mit Querhaus schließt sich nördlich an das Baptisterium an. Den Abschluss nach Westen bildet ein großes, zweistöckiges Wohngebäude, das als episkopeion (Bischofsresidenz) angesehen wird, und das im griechisch-römischen Baustil als Atriumhaus um einen vierseitigen offenen Hof herum errichtet wurde.
Nördlich der „Basilika A“ brachten die Ausgrabungen eine Badewanne zum Vorschein, die in einen großen Innenhof eingebettet war. Darunter befand sich ein unterirdisches Grab aus der Römerzeit – zugänglich über eine Treppe –, das als Abflussgrube für das Bad benutzt wurde. Nach Nordosten, neben der nach Pegeia führenden Straße, finden sich die Überreste der kleinen dreischiffigen Basilika C mit angrenzenden Gebäuden im Norden (Sakristei, Ölpresse, Brunnen, Gästehaus und Hof).
Der Siedlungskern, in dem sich Überreste von Wohnhäusern, unterirdischen Zisternen sowie einer dritten „Basilika B“ fanden, liegt am Fuße des südlichen Abhangs. Die Nekropole der Ansiedlung, deren Einzelgräber in den Felsen gehauen wurden, nimmt die Steilwand der Klippe ein, welche an der westlichen und nordwestlichen Küste des Felsvorsprungs aufsteigt. Auf dem natürlichen Plateau zwischen den ursprünglichen Basiliken und der Nekropole befindet sich heute der Wallfahrtsort des Heiligen Georg, an dem sich die Unterkünfte der Pilger um eine kleine einschiffige St.-Georgs-Kapelle sammeln, die im späten 13. oder frühen 14. Jahrhundert erbaut wurde. Die steinerne Kuppelkirche St. Georg stammt aus der Neuzeit.

## Bildergalerie der Archäologischen Ausgrabungen

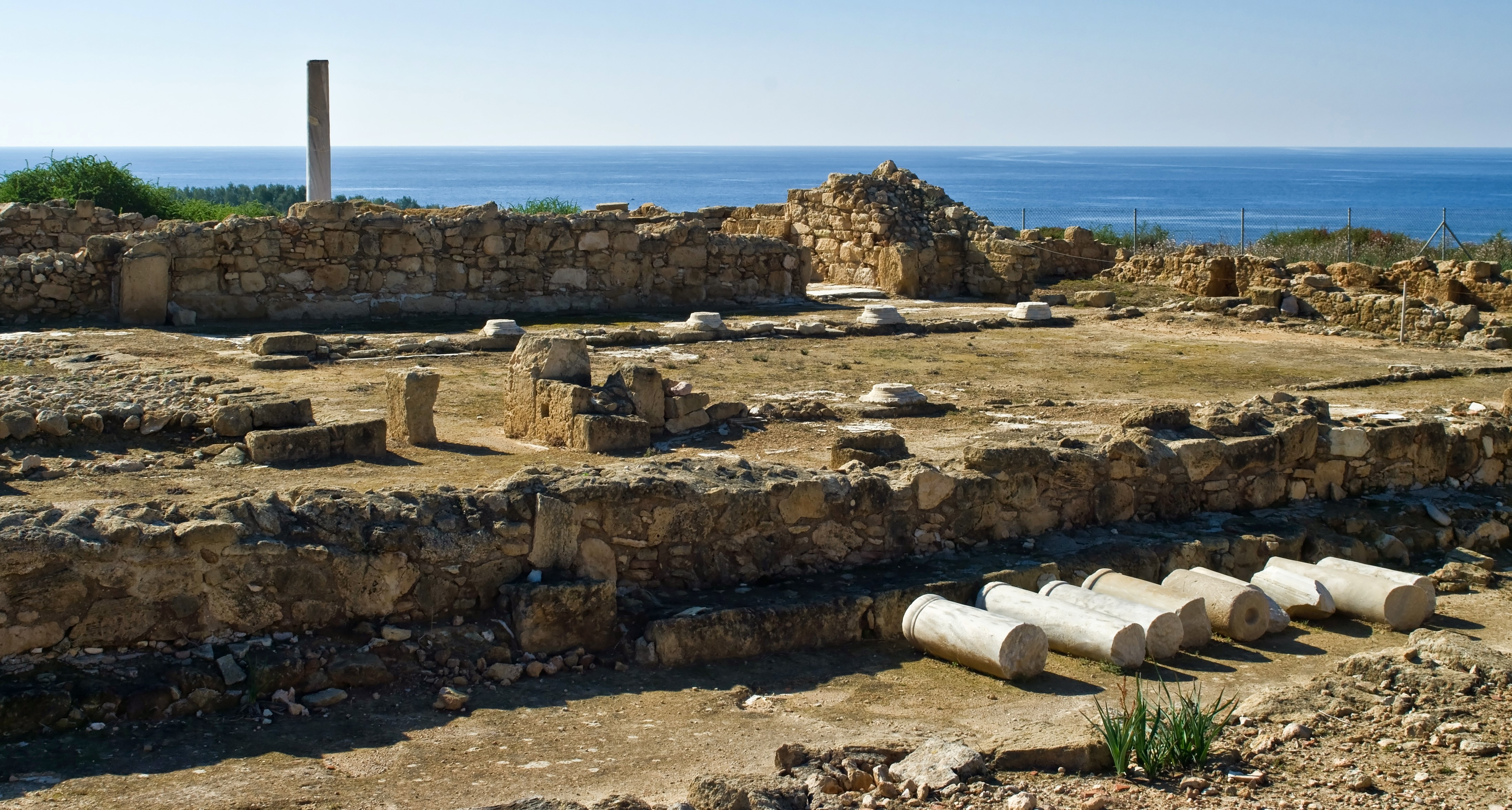
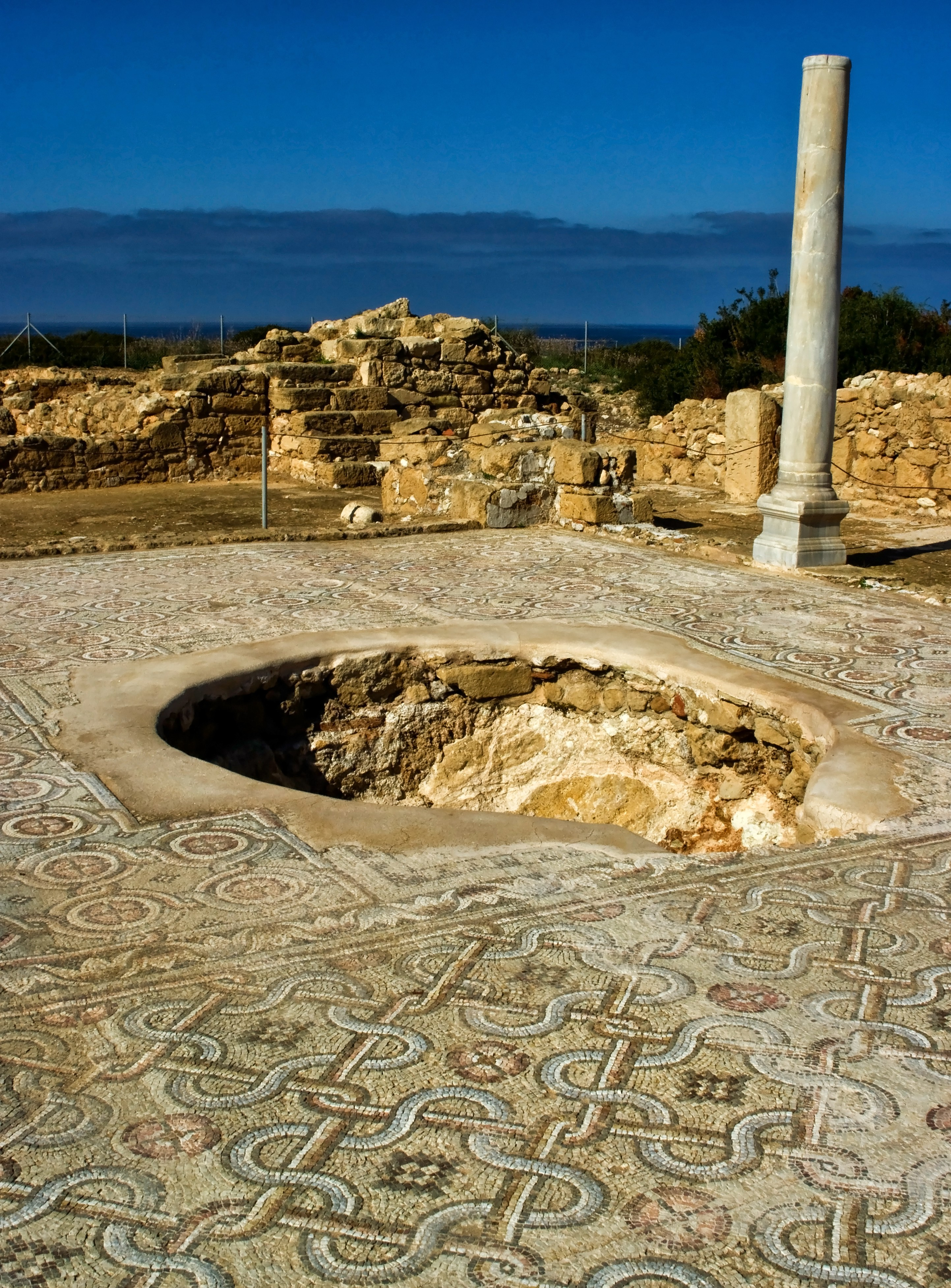
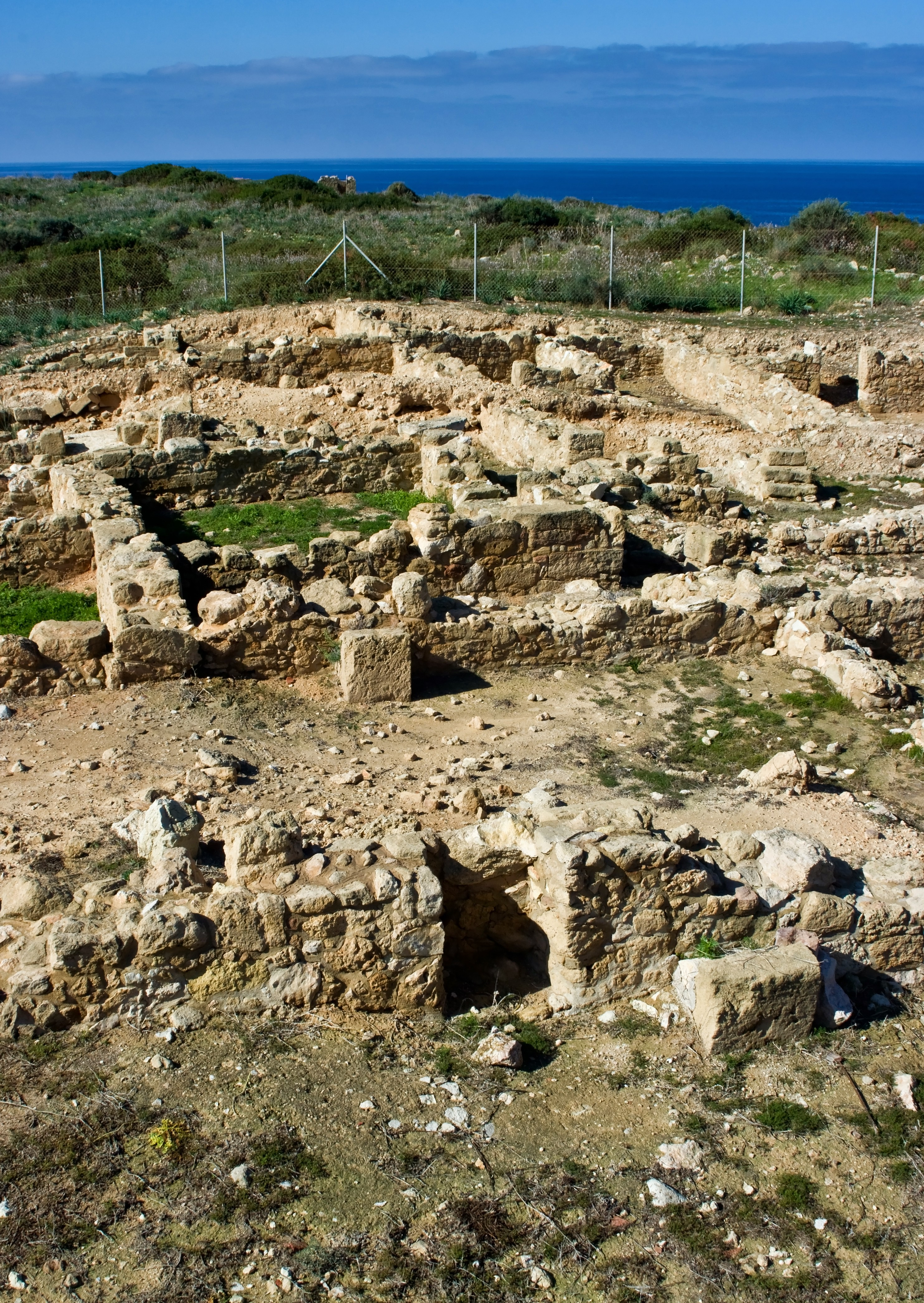
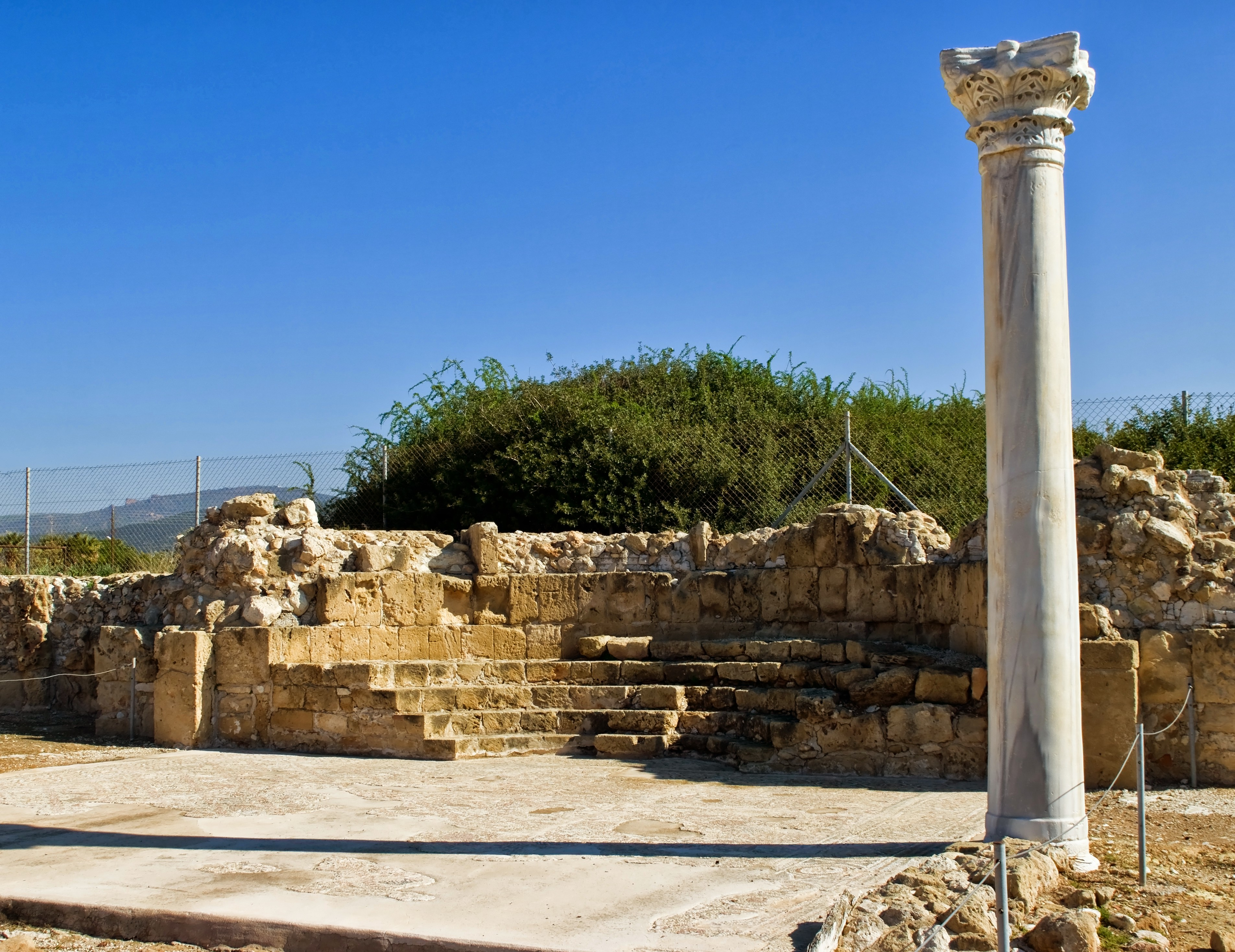
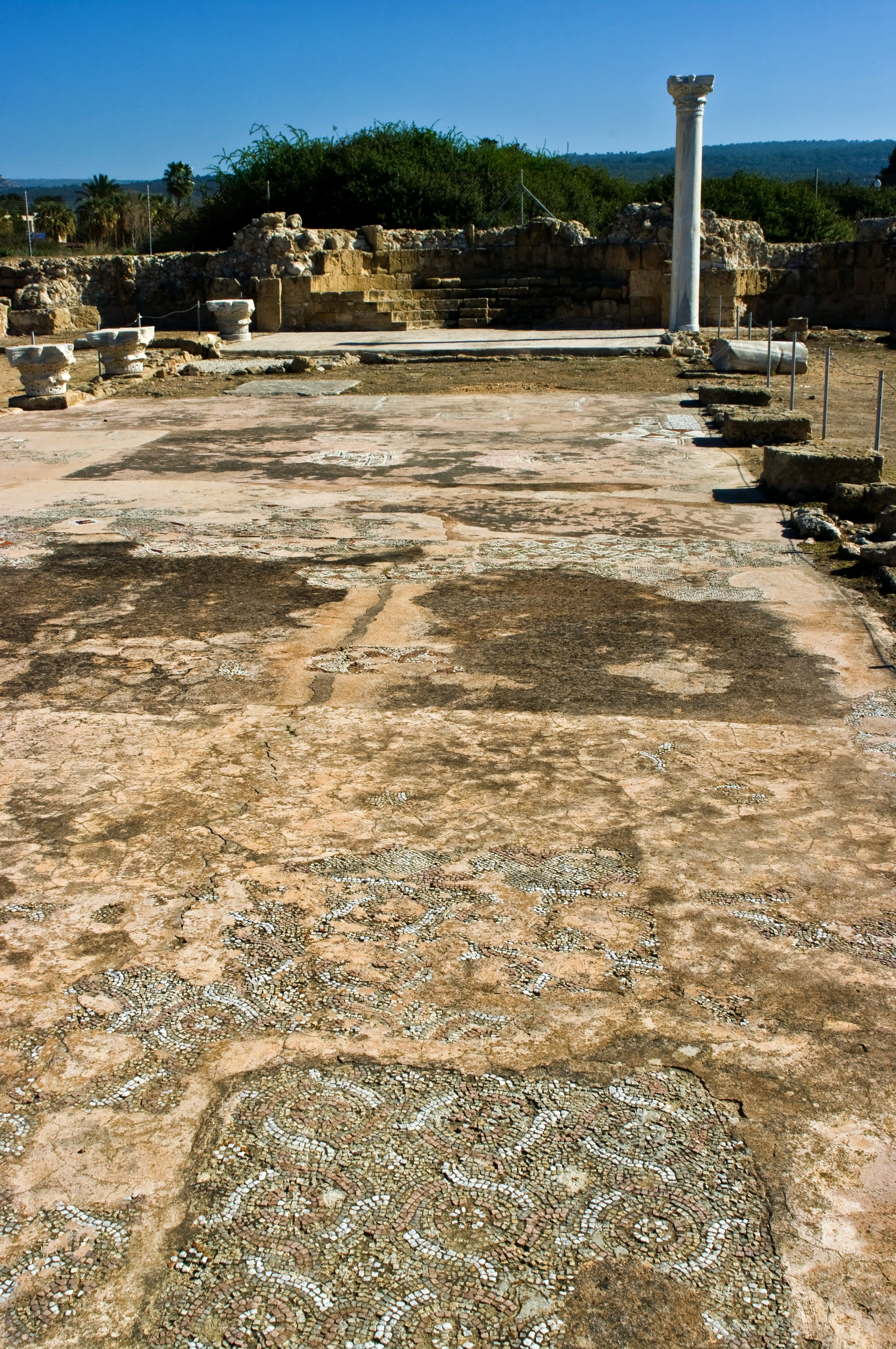